# La Dame aux camélias (balletto)
La Dame aux camélias (Die Kameliendame) è un balletto in tre atti di John Neumeier, portato al debutto a Stoccarda nel 1978. Tratto dall'omonimo romanzo di Alexandre Dumas fils, il balletto si avvale di una partitura ricavata da diverse composizioni concertistiche di Fryderyk Chopin, incluso il concerto per pianoforte e orchestra n. 2.

## Trama
Prologo
Parigi, 16 marzo 1847. Alla morte della cortigiana Marguerite Gautier, un'asta dei suoi averi viene organizzata nel suo lussuoso appartamento. Gli amici della donna, come Monsieur Duval e la fedele serva Nanine, si recano ad assistere all'evento, in cui irrompe anche il giovane Armand Duval. Disperato per la morte dell'amata, Armand perde i sensi e viene soccorso dal padre; quando rinviene, Armand inizia a ripercorrere la sua storia d'amore con Marguerite.
Atto I
Mesi prima, Armand aveva incontrato Marguerite al Théâtre des Variétés durante una rappresentazione di Manon Lescaut: la storia della giovane cortigiana combattuta tra l'amore per il lusso e quello per lo squattrinato studente Des Grieux colpisce sia Marguerite che Armand, dato che entrambi si riconoscono nei due protagonisti. Marguerite, rifiutando i parallelismi con Manon, invita Armand nel proprio appartamento per far ingelosire il Conte di N; tuttavia, giunta a casa, la donna comincia a mostrare i segni della tisi e resta commossa dalla gentilezza di Armand nei suoi confronti. La relazione tra lei e Armand, nata quasi per gioco, diventa via via più profonda e quando Marguerite, stanca di folleggiare nei salotti parigini, si ritira in campagna nella tenuta del duca, Armand la segue.
Atto II
Geloso del giovane, il Duca affronta Marguerite, che però ribadisce pubblicamente il suo amore per Armand e rinuncia alla vita agiata da cortigiana. Tanto è emozionato nel ricordare questo episodio che, nel presente, Armand sviene nuovamente. Il padre è colto dai rimorsi e spiega il suo ruolo nella vicenda: dopo aver saputo che il figlio frequentava una donna di dubbia reputazione, Monsieur Armand si era recato nella casa di campagna per chiedere a Marguerite di lasciare il figlio affinché la sua reputazione non venisse infangata. Sinceramente innamorata del giovane, Marguerite aveva sacrificato i propri sentimenti per non danneggiare il futuro dell'amato, accettando così di lasciare Armand.
Armand racconta al padre il proprio dolore ricordando il momento in cui, tornato in campagna, aveva trovato la casa vuota e atteso per ore il ritorno di Marguerite. Soltanto l'arrivo di una lettera, consegnata dalla fedele Nanine, lo aveva informato del fatto che Marguerite lo avesse lasciato e fosse tornata a Parigi. Armand si era quindi precipitato nella capitale, dove aveva trovata Marguerite insieme al Duca.
Atto III
Dopo qualche tempo Armand, profondamente ferito, vede Marguerite passeggiare per gli Champs-Élysées con la giovane e bellissima cortigiana Olympia; Armand comincia quindi a corteggiare Olympia per ripicca finché una sera Marguerite, mortalmente malata, non si reca al suo appartamento per chiedergli di smettere di umiliarla. Tra i due però si riaccende la passione e trascorrono la notte insieme. Alle prime ore del mattino Marguerite viene svegliata da un incubo in cui le appare Manon e decide quindi di tornare sui propri passi e lasciare nuovamente il giovane. Tempo dopo, per vendicarsi del nuovo abbandono, Armand umilia pubblicamente Marguerite consegnandole del denaro come pagamento per le sue prestazioni da cortigiana. L'umiliazione è tale che Marguerite sviene.
Terminato il suo racconto, Armand si congeda dal padre ma, prima che possa lasciare l'appartamento di Marguerite per l'ultima volta, viene fermato da Nanine, che gli consegna il diario della padrona. Sfogliandone le pagine, Armand scopre la profondità dei sentimenti nutriti da Marguerite nei suoi confronti; mentre legge, intorno a lui si materializzano il Théâtre des Variétés e la rappresentazione di Manon Lescaut, al momento in cui la protagonista, malata e poverissima, muore di stenti. Vedendo Manon morire tra le braccia di Des Grieux, Marguerite si era decisa a tornare da Armand, ma la malattia e gli altri personaggi glielo avevano impedito, lasciandola soccombere alla tisi in solitudine e povertà. Scoperta la vera magnitudine della tragedia dell'amata, Armand chiude il diario.

## Storia
Die Kameliendame è stato portato al debutto dal Balletto di Stoccarda il 4 novembre 1978 e, in occasione della prima assoluta, il cast principale era composto da Marcia Haydée (Marguerite Gautier), Egon Madsen (Armand Duval), Birgit Keil (Manon Lescaut) e Richard Cragun (Des Grieux); l'anno seguente il balletto ebbe la sua prima statunitense al Kennedy Center, portato in scena dal medesimo cast durante una tournée del Balletto di Stoccarda. Successivamente Neumeier rimise mano al balletto e una nuova versione revisionata è stata portata al debutto all'Opera di Amburgo il 1º febbraio 1981, con Marcia Haydée ancora una volta nel ruolo di Marguerite, accompagnata sul palco da Kevin Haigen (Armand), Lynne Charles (Manon) e Jean-Christophe Maillot (Des Grieux).
Nel corso del XXI secolo il balletto si è affermato a livello mondiale, entrando nel repertorio delle maggiori compagnie. La prima rappresentazione all'Opéra national de Paris da parte del Balletto dell'Opéra di Parigi è avvenuta nel giugno 2006, con Eleonora Abbagnato (Marguerite), Benjamin Pech (Armand), Isabelle Ciaravola (Manon) e José Carlos Martínez (Des Grieux). Il balletto è entrato nel repertorio del Corpo di Ballo del Teatro alla Scala nella stagione 2006/2007, interpretato, in occasione della prima del 20 marzo 2007, da Alessandra Ferri (Marguerite), Roberto Bolle (Armand), Gilda Gelati (Manon) e Andrea Volpintesta (Des Grieux). Nel 2010 il balletto è stato aggiunto al repertorio dell'American Ballet Theatre, venendo rappresentato per la prima volta al Metropolitan Opera House il 25 maggio, con Julie Kent (Marguerite), Roberto Bolle (Armand), Gillian Murphy (Manon) e David Hallberg (Des Grieux).
Il 30 marzo 2012 il Balletto Reale Danese ha portato La Dame aux camélias al debutto nazionale al Det Kongelige Teater; in occasione della prima i ruoli di Marguerite ed Armand erano stati interpretati da Susanne Grinder e Alban Lendorf, premiato con il Prix Benois de la Danse per la sua interpretazione. Il 20 marzo 2014 il Balletto Bol'šoj ha aggiunto La Dame aux camélias al proprio repertorio e, in occasione della prima, i ruoli dei due protagonisti sono stati danzati da Svetlana Jur'evna Zacharova (Marguerite) e Ėdvin Revazov (Armand). Nel 2015 il balletto è entrato nel repertorio dell'Het Nationale Ballet, che lo ha portato al debutto nazionale in aprile con Igone de Jongh e Marijn Rademaker nei panni dei due protagonisti. Dal 24 marzo 2024 il balletto viene rappresentato anche dalla compagnia della Wiener Staatsoper, dove ha esordito con Ketevan Papava (Marguerite), Timoor Afshar (Armand), Hyo-Jung Kang (Manon) e Marcos Menha (Des Grieux) nei ruoli principali.

## Videografia
- 2009 - La Dame aux camélias, coreografie di John Neumeier. Balletto dell'Opéra di Parigi, con Agnès Letestu (Marguerite) e Stéphane Bullion (Armand). OA1008D